# 안드레이 피온트코프스키
안드레이 안드레예비치 피온트콥스키(러시아어: Андре́й Андре́евич Пионтко́вский, 1940년 6월 30일 출생)는 러시아-조지아의 과학자이자 정치 작가 및 분석가이며, 국제펜클럽 회원이다. 그는 러시아 야당 조정 위원회의 전 위원이었다.

## 경력

### 수학자 경력
그는 모스크바 국립 대학교 수학과를 졸업했으며, 응용수학에 관한 100편 이상의 과학 논문을 발표했다. 피온트콥스키는 미국 수학회 회원이다. 경력 초기에 그는 종단 제어 문제, 및 비정상 비선형 시스템에 대해 글을 썼다. 후기 논문들은 냉전 이중 대립 시스템에서 전략적 안정성의 수학적 모델링에 할애되었다.

### 논쟁적 경력
그는 2000년 1월 11일 소베츠카야 로시야에 발표되고 같은 날 러시아 통일민주당 웹사이트에 게재된 기사에서 처음으로 "푸틴주의"라는 용어를 사용했으며, 이를 "러시아에서 깡패 자본주의의 최고이자 마지막 단계, 즉 반쯤 잊힌 고전이 말했듯이 부르주아지가 민주적 자유와 인권의 깃발을 내던지는 단계; 그리고 전쟁, 특정 민족 집단에 대한 증오를 바탕으로 한 국가의 '통합', 언론의 자유와 정보 세뇌에 대한 공격, 외부 세계로부터의 고립 및 추가적인 경제적 퇴보"라고 정의했다. 같은 기사에서 피온트콥스키는 푸틴주의가 러시아의 머리에 가해진 종말론적 총격이며, 보리스 옐친을 1932년 아돌프 히틀러에게 독일의 권력을 넘겨준 파울 폰 힌덴부르크에 비유했다.
피온트콥스키는 2006년 이후 폐쇄된 전략 연구 센터(모스크바) 싱크탱크의 전무 이사였다. 그는 노바야 가제타, 모스크바 타임스, 러시아 저널 및 온라인 저널 Grani.ru 및 Transitions Online에 정기적으로 기고했다. 그는 또한 BBC 월드 서비스와 모스크바의 자유유럽방송의 정기적인 정치 평론가이기도 했다. 그는 러시아에서 푸틴의 "관리된" 민주주의에 대한 노골적인 비판자였으며, 러시아를 "온건한 전체주의 정권" 및 "하이브리드 파시즘"이라고 묘사했다.
피온트콥스키는 러시아에서 푸틴 대통령 재임 기간에 관한 여러 책의 저자이며, 가장 최근에는 푸틴의 영혼에 대한 또 다른 시각(Another Look Into Putin's Soul)을 집필했다.
피온트콥스키는 2010년 3월 10일에 발표된 온라인 반푸틴 선언문 "푸틴은 떠나야 한다"의 서명자 34명 중 한 명이다. 그는 후속 기사에서 이 선언문의 중요성을 반복해서 강조하고 시민들에게 서명할 것을 촉구했다.
2013년 6월 26일, 피온트콥스키는 에드워드 스노든 사건에 대해 "만약 알렉세이 푸시코프가 스노든과 소련 반체제 인사를 비교한다면, 나는 그들 중 누구도 소련 특수 서비스와 관련이 없었으며, 누구도 국가 및 부서 비밀을 배신하지 않겠다고 맹세하지 않았다고 답변해야 한다"고 말했다.
피온트콥스키는 2014년 블라디미르 푸틴의 크림 연설을 1939년 아돌프 히틀러의 주데텐란트 연설에 비유했다. 그는 푸틴이 "동일한 주장과 역사적 비전"을 사용했으며, 이 연설이 돈바스 전쟁을 시작하는 데 핵심적인 역할을 했다고 설명했다.
2016년에 그는 러시아-체첸 민족 갈등에 관한 기사 "폭발할 준비가 된 폭탄"("A bomb that is ready to explode")을 발표했다. 검찰청이 그의 기사를 "극단주의적"으로 판단하고 형사 기소를 시작하자 피온트콥스키는 마침내 2016년 2월 19일 러시아를 떠났다.

#### 2014년 파시즘 비난
피온트콥스키는 이고리 기르킨의 이름을 비슷한 생각을 가진 사람들 중 하나로 언급하며, "진정한 원칙주의적 히틀러주의자들, 진정한 아리아 인종 알렉산드르 두긴, 알렉산드르 프로하노프, 예고르 프로스비르닌, 예고르 홀모고로프, 이고리 기르킨, 자하르 프리레핀은 러시아에서 소외된 소수이다"라고 말한다. 피온트콥스키는 "푸틴은 국내 히틀러주의자들로부터 러시아 제국의 이데올로기를 훔쳤고, 그들의 도움을 받아 수백 명의 가장 적극적인 지지자들을 우크라이나 방데의 용광로에 불태워 예방적으로 제거했다"고 덧붙였다. 자유유럽방송과의 인터뷰에서 피온트콥스키는 푸틴이 수행하는 작전의 의미는 사회 반란의 잠재적인 열정적인 지도자들을 모두 드러내어 우크라이나로 보내 우크라이나 방데의 용광로에 불태우는 것일 수도 있다고 말했다.

### 미국 망명
2022년 2월 11일 발표된 인터뷰에서 피온트콥스키는 라시즘의 이데올로기가 독일 파시즘(나치즘)과 여러 면에서 유사하다고 주장했고, 2021년 8월 11일 발표된 인터뷰에서는 푸틴의 연설과 정책이 히틀러의 사상과 유사하다고 보았다.
피온트콥스키는 제임스타운 재단, 키이우 포스트, 그리고 프로젝트 신디케이트에 정치 문제에 관해 광범위하게 글을 썼다. 그의 서명에는 허드슨 연구소의 방문 연구원이라는 언급이 포함되어 있다.

## 주요 저서
영어 저서
- “Modern-day Rasputin”. 《모스크바 타임스》. 1997년 11월 12일.
- Piontkovsky, Andrei; Tsygichko, Vitali (1998년 8월). 《Russia and NATO after Paris and Madrid: a perspective from Moscow》. 《Contemporary Security Policy》 19. 121–125쪽. doi:10.1080/13523269808404196.
- Piontkovsky, Andrei (2000년 1월 17일~23일). 《Stasi for president》 (PDF). 《The Russia Journal》 3. 5쪽. 2015년 10월 13일에 원본 문서 (PDF)에서 보존된 문서. 2015년 10월 13일에 확인함.
- “Obseqiousness toward Putin”. 《워싱턴 타임스》. 2005년 9월 29일.
- 《Another look into Putin's soul》. Washington, DC: Hudson Institute. 2006. ISBN 1558131515.
- 《East or West? Russia's identity crisis in foreign policy》 (PDF). London: Foreign Policy Centre. 2006. ISBN 1903558786. 2006년 9월 30일에 원본 문서 (PDF)에서 보존된 문서. 2015년 10월 13일에 확인함.
- 《Russian Identity》. 워싱턴 D.C.: Hudson Institute. 2008. ISBN 978-1558131620.
- Andrei Piontkovsky (2009년 4월). 《The dying mutant》. 《Journal of Democracy》 20. 52–55쪽. doi:10.1353/jod.0.0074. S2CID 153474174.
- “Putinism may be fading”. 《모스크바 타임스》. 2010년 4월 7일.
- “The Caucasus dark circle”. 《모스크바 타임스》. 2011년 6월 1일.
- 《The Russian spring has begun. The Putin regime will never recover legitimacy, but financial interests mean it will hang on as long as it can》. 《월스트리트 저널》. 2011년 12월 14일.
- “From protest to nausea”. 《모스크바 타임스》. 2012년 2월 2일.
- “The 4 stages of putinism”. 《모스크바 타임스》. 2013년 3월 6일.
- “Putin fears democracy in Ukraine”. 《모스크바 타임스》. 2014년 6월 1일.

러시아어 저서
- Gelovani, Viktor; Yegorov, Vsevolod; Mitrophanov, Viktor; Piontkovsky, Andrey (1974).  Решение одной задачи управления для глобальной динамической модели Форрестера [포레스터의 세계 동역학 모델에 대한 하나의 제어 문제 해결]. 《자동화 및 원격 제어》 (러시아어) (소련 과학 아카데미 켈디쉬 응용수학 연구소).
- Yurchenko, Valentin; Gelovani, Viktor; Piontkovsky, Andrey (1975).  О задаче управления в глобальной модели World-3 [World-3 전역 모델의 제어 문제에 관하여] (러시아어). Moscow: 소련 과학 아카데미 관리 문제 연구소.
- Yegorov, Vsevolod; Kallistov, Yuri; Mitrophanov, Viktor; Piontkovsky, Andrey (1980).  Математические модели глобального развития [세계 개발의 수학적 모델] (러시아어). Leningrad: 히드로메테오이자트.
- Исследование стратегической стабильности методами математического моделирования [수학적 모델링 방법을 통한 전략적 안정성 연구] (러시아어). Moscow: 소련 과학 아카데미 시스템 분석 연구소. 1988.
- Gelovani, Viktor; Piontkovsky, Andrey; Yemeliyanov, Stanislav (1997). 《Эволюция концепций стратегической стабильности (Ядерное оружие в XX и XXI веке)》 [전략적 안정성 개념의 진화 (20세기와 21세기의 핵무기)] (러시아어). Moscow: 라임스. ISBN 5876640840.
- Путинизм как высшая и заключительная стадия бандитского капитализма в России [러시아에서 깡패 자본주의의 최고이자 마지막 단계로서의 푸틴주의] (러시아어). Yabloko. 2000년 1월 11일.
- 《Огонь》 За Родину! За Абрамовича! Огонь! [조국을 위하여! 아브라모비치를 위하여! 발사!] (PDF) (러시아어). Moscow: 에피센터. 2005. ISBN 589069099X. 2005년 5월 11일에 원본 문서 (PDF)에서 보존된 문서.
- Нелюбимая страна [사랑받지 못하는 나라] (러시아어). Moscow: Yabloko. 2006. ISBN 5856910613.
- Третий путь …к рабству [세 번째 길… 노예제로] (PDF) (러시아어). Moscow: M.Graphics Publishing. 2014 [2010]. ISBN 978-1934881422. 2014년 7월 19일에 원본 문서 (PDF)에서 보존된 문서.
- Захар Прилепин как зеркало путинского фашизма [푸틴 파시즘의 거울로서의 자하르 프리레핀] (러시아어).
- Чёртова дюжина Путина: Хроники последних лет [푸틴의 13개: 지난 해의 연대기] (러시아어). Moscow: 알고리즘. 2014. ISBN 978-5443806396.
- Искушение Владимира Путина [블라디미르 푸틴의 유혹] (러시아어). Moscow: 알고리즘. 2013. ISBN 978-5443803296.
- 제임스타운 재단에 실린 그의 기사
- 프로젝트 신디케이트에 실린 그의 기사
- 너드의 법칙, grani.ru의 영어 번역
- grani.ru에 실린 그의 기사 (러시아어)
- 수정주의 세력으로서의 푸틴의 러시아

## 영상
- “블라디미르 푸틴과 러시아의 점점 더 공격적인 핵 위협 (피온트콥스키의 연설 영상 포함)”. Hudson Institute. 2014년 10월 1일.
- A. 피온트콥스키: "푸틴은 큰 전쟁이 필요하다" (A.Piontkovsky, "Putin needs a big war", 영어 자막 포함, 2015년 11월 17일, 22분) - 유튜브
- A. 피온트콥스키: "가혹한 상황 분석" (A.Piontkovsky, "Harsh situation analysis", 영어 자막 포함, 2015년 12월 9일, 15분) - 유튜브